# Протце фон Кверфурт
Протце фон Кверфурт (на немски: Protze von Querfur; Protze III von Querfurt-Naumburg; * 1369/1370; † 16 юни 1426, Усти над Лабе, Бохемия) от фамилията на графовете Кверфурти на род Мансфелд, е господар на Кверфурт-Наумбург.

## Биография
Той е син на Гебхард IV фон Кверфурт-Наумбург († 1383) и втората му съпруга Мехтилд/Юта фон Шварцбург-Бланкенбург († 1370), дъщеря на граф Хайнрих XII фон Шварцбург-Бланкенбург в Зондерсхаузен († 1372) и графиня Агнес фон Хонщайн-Зондерсхаузен († 1382/1389). Внук е на Бруно III фон Кверфурт († 1367).
Протце (III) фон Кверфурт е убит в битката при Аусиг на 16 юни 1426 г., както зет му Ернст VIII фон Глайхен и роднините му Фридрих фон Глайхен и Ервин IV фон Глайхен, синовете на граф Ернст VII фон Глайхен-Тона, и тъста му Фридрих XIV фон Байхлинген.

## Фамилия
Първи брак: ок. 1405 г. с Агнес фон Глайхен († пр. 1412), сестра на Ернст VIII фон Глайхен († 16 юни 1426, убит в битката при Аусиг), дъщеря на Ернст VI фон Глайхен († 1394/1395) и Агнес фон Колдитц († 1391). Те имат децата:
- Гебхард XVIII фон Кверфурт († 12 февруари 1440), женен пр. 10 април 1436 г. за Мехтилд фон Хонщайн († ок. 1436)
- Мехтилд/Матилда фон Кверфурт († 1432), омъжена пр. 21 октомври 1419 г. за княз Бернхард VI фон Анхалт-Бернбург († 1468)

Втори брак: ок. 1413 г. с Агнес фон Байхлинген, внучка на граф Хайнрих IV фон Байхлинген († 1386), дъщеря на граф Фридрих XIV фон Байхлинген († 1426 при Аусиг) и Матилда фон Мансфелд († 1447). Те имат децата:
- Агнес фон Кверфурт († 1461), омъжена ок. 1453 г. за граф Зигмунд I фон Глайхен-Тона 'Стари' (1421 – 1494)
- Анна фон Кверфурт († 1426/1480), омъжена сл. 1450 г. за граф Йохан II фон Хонщайн-Хелдрунген († 1492)
- Йохан III фон Кверфурт († сл. 1426)
- Бригита фон Кверфурт († 1441)
- Бруно VI фон Кверфурт (VIII) (* ок. 1416; † 26 февруари 1496, от чума), господар на Кверфурт, Артерн, Витценбург-Алщет, женен I. пр. 22 февруари 1451 г. за Анна фон Глайхен-Тона († 22 март 1481), II. сл. 22 март 1481 г. за Елизабет фон Мансфелд-Кверфурт (* ок. 1444; † 18 септември 1482)
- дъщери